# Alex de Koter
Alexander (Alex) de Koter (Sleeuwijk, 4 juli 1964) is een Nederlandse sterrenkundige.

## Levensloop
De Koter promoveerde in 1993 aan de Universiteit Utrecht bij Henny Lamers en W. Schmutz op onderzoek naar de oorzaak van extreem variabel gedrag van zeer zware sterren aan het eind van hun levensloop. De titel van zijn proefschrift was Studies of variability of luminous blue variable stars. Hierna werkte hij een aantal jaar op het Goddard Space Flight Center van de NASA in Greenbelt, Maryland (Verenigde Staten). Hij was daar een van de eersten die de waarnemingen analyseerde van de Ruimtetelescoop Hubble nadat astronauten van de Space Shuttle extra lenzen hadden geïnstalleerd die het probleem met de hoofdspiegel corrigeerden. Dat leidde tot de ontdekking van de zwaarste ster tot nu toe: R136a1.
Sinds 1997 is De Koter verbonden aan het Anton Pannekoek Instituut van de Universiteit van Amsterdam. Daarnaast is hij sinds 2012 hoogleraar aan het Instituut voor Sterrenkunde van de KU Leuven. In 2019 benoemde de Universiteit van Amsterdam hem tot hoogleraar astrofysica met bijzondere aandacht voor zware sterren.

## Onderzoek
De Koter bestudeert de levensloop van sterren. Hij kijkt specifiek naar de evolutie van de zwaarste en helderste sterren in het heelal en naar de invloed die deze sterren hebben op hun omgeving.  In zijn onderzoeksgroep worden technieken ontwikkeld voor kwantitatieve spectroscopie en modellen die de hydrodynamica van sterrenwinden beschrijven.
In 2011 zag een team met daarin De Koter de extreem snel draaiende ster VFTS 102. Die ster slingert bijna zijn eigen materiaal weg. In 2012 liet De Koter met collega's zien dat zware, heldere sterren bijna altijd een partner hebben. In 2018 ontdekte sterrenkundigen onder wie De Koter dat er veel meer zware sterren zijn dan verwacht. In 2019 en 2020 onderzocht hij met een internationaal team de onverwachte helderheidsafname van de rode superreus Betelgeuse. Het team vond aanwijzingen dat de ster gaswolken uitstoot die de ster tijdelijk kunnen verduisteren.

## Onderwijs
De Koter doceert aan de Universiteit van Amsterdam en de KU Leuven. In 2020 werd hij door studenten verkozen als beste docent van de Faculteit Natuurkunde, Wiskunde en Informatica aan de UvA. In 2024 won hij de eerste Kees de Jagerprijs voor onderwijs in de sterrenkunde in Nederland en Vlaanderen.